# Joachim Spremberg
Joachim Richard Julius Gustav Spremberg (3 de noviembre de 1908-julio de 1975) fue un deportista alemán que compitió en remo. Participó en los Juegos Olímpicos de Los Ángeles 1932, obteniendo una medalla de oro en la prueba de cuatro con timonel.

## Palmarés internacional
| Juegos Olímpicos | Juegos Olímpicos             | Juegos Olímpicos | Juegos Olímpicos   |
| Año              | Lugar                        | Medalla          | Prueba             |
| ---------------- | ---------------------------- | ---------------- | ------------------ |
| 1932             | Los Ángeles (Estados Unidos) | Medalla de oro   | Cuatro con timonel |